# Fontaine-sous-Montdidier
Fontaine-sous-Montdidier is een gemeente in het Franse departement Somme (regio Hauts-de-France) en telt 119 inwoners (1999). De plaats maakt deel uit van het arrondissement Montdidier.

## Geografie
De oppervlakte van Fontaine-sous-Montdidier bedraagt 9,4 km², de bevolkingsdichtheid is 12,7 inwoners per km².
De onderstaande kaart toont de ligging van Fontaine-sous-Montdidier met de belangrijkste infrastructuur en aangrenzende gemeenten.

## Demografie
Onderstaande figuur toont het verloop van het inwonertal (bron: INSEE-tellingen).